# 黑河—布拉戈维申斯克跨黑龙江索道
黑河－布拉戈维申斯克跨黑龙江索道（俄语：Канатная дорога Благовещенск — Хэйхэ）是中国与俄罗斯跨黑龙江（俄方称阿穆尔河）的一条跨境索道，连接了黑河与布拉戈维申斯克（海兰泡）两座城市，工程预计将于2026年投入使用。

## 历史
2011年9月28日，中俄两国政府在布拉戈维申斯克工作会谈上提出建设跨境索道。
2015年9月3日普京访华期间中俄两国政府在北京签署了索道建设协定。

## 工程进度
2015年，中国中冶签署了项目EPC总承包合作协议，但目前中俄两方施工单位均已变为中铁十六局。
工程于2019年7月18日正式开工，但后因新冠疫情等原因被推迟。
2021年4月，工程复工，进入桩基础施工。

## 设计方案
黑河部分的旅客联检大楼位于大黑河岛，建设单位为黑河市金龙港投资有限责任公司，由清华建筑设计院设计。
布拉戈维申斯克部分的旅客大楼由UN Studio设计。
索道系统由法国Poma公司提供。